# Provinces unies italiennes
Ne doit pas être confondu avec Provinces-Unies d'Italie centrale.
Pour les articles homonymes, voir Provinces-Unies (homonymie).
5 février 1831 – 26 avril 1831
Entités précédentes :
- États pontificaux
- Duché de Parme
- Duché de Modène et Reggio

Entités suivantes :
- États pontificaux
- Duché de Parme
- Duché de Modène et Reggio

Les Provinces unies italiennes (en italien Provincie Unite Italiane, en italien moderne Province Unite Italiane) est un État (une république) éphémère qui a été établi en 1831 dans certains territoires des États pontificaux (Romagne, Marches et Ombrie) et dans les duchés de Parme et Modène.
Il a existé du 5 février (à la suite du soulèvement populaire de Bologne, lorsque le pouvoir temporel du pape et des ducs émiliens fut déclaré révoqué) au 26 avril, jour de la prise de la ville d'Ancône par les troupes autrichiennes.

## Gouvernement
La Constitution des Provinces unies italiennes a été adoptée le 4 mars par une assemblée nationale. 

### Composition dupouvoir exécutif
- Giovanni Vicini, président
- Leopoldo Armaroli, ministre de la Justice
- Terenzio Mamiani della Rovere, ministre de l'Intérieur
- Lodovico Sturiani, ministre des Finances
- Cesare Bianchetti, ministre des Affaires étrangères
- le général Pier Damiano Armandi, ministre de la Guerre et de la Marine
- Pio Sarti, ministre de la Police
- Francesco Orioli, ministre de l'Éducation publique

## Histoire
Le gouvernement révolutionnaire des Provinces unies italiennes tombe le 26 avril 1831. Il est abattu par les troupes autrichiennes envoyées au secours du pape et des ducs émiliens.